# Саркофаги коллекции Форда

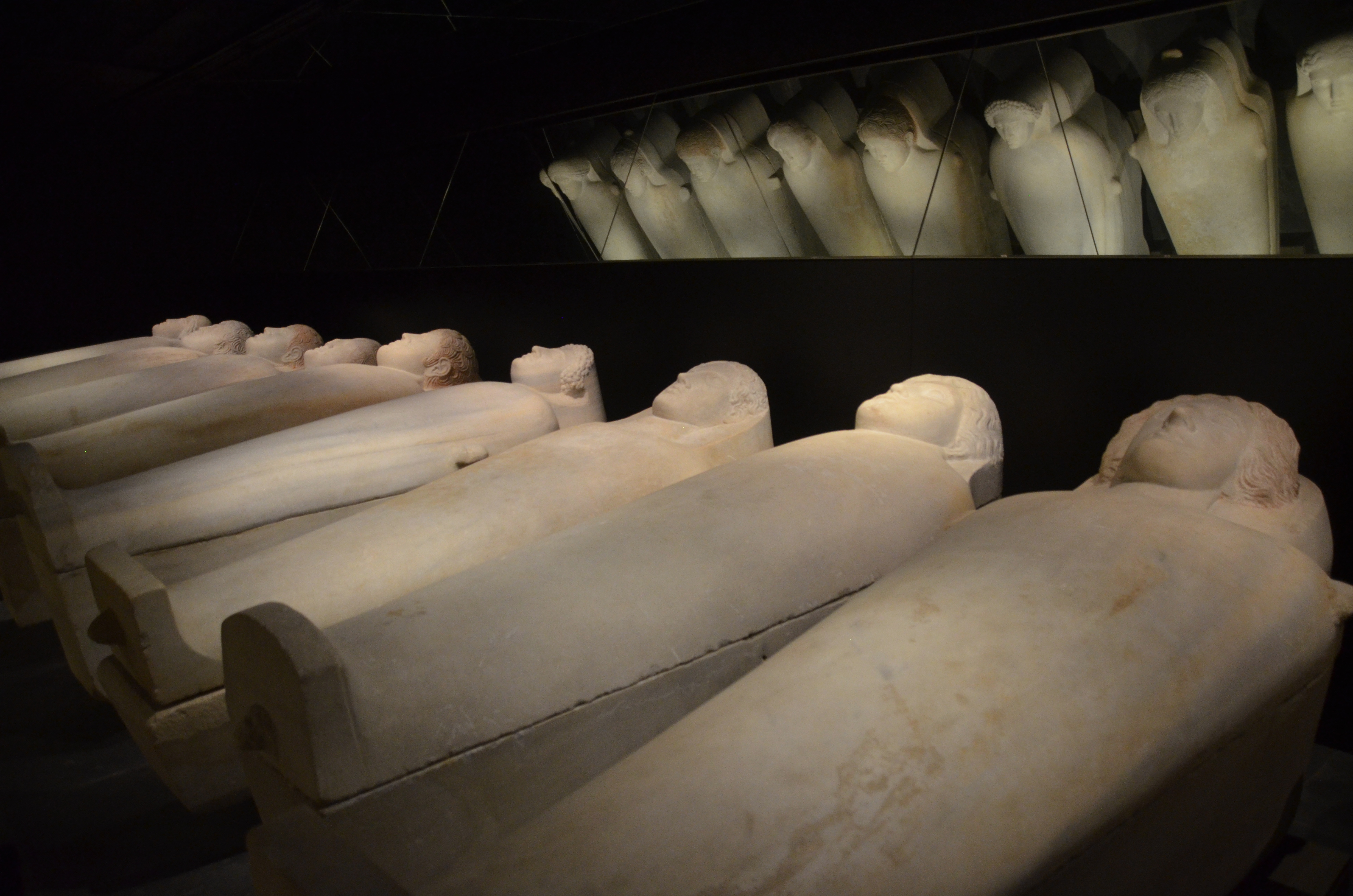
Саркофаги в Национальном музее Бейрута

Саркофаги коллекции Форда представляют собой коллекцию древних антропоидных финикийских саркофагов из белого мрамора, которые считаются изюминкой Национального музея Бейрута.
Они были обнаружены в 1901 году в шахтных гробницах в Айн-эль-Хильве к юго-востоку от Сидона при раскопках, проводимых на территории Американской школы в Иерусалиме. Находки были впервые полностью опубликованы в 1919 году Чарльзом Катлером Торри.
Земля, на которой были найдены археологические сокровища, принадлежала Американской пресвитерианской миссионерской школе, которая завладела саркофагами и передала их в дар Национальному музею Бейрута лишь в 1930 году. Затем коллекция была названа «Коллекция Форда» в честь Джорджа Альфреда Форда, предыдущего директора Миссионерской школы, который умер в 1928 году, за два года до передачи саркофагов.
На сегодняшний день коллекция является самой большой коллекцией саркофагов этого типа в мире.

## Рекомендации
1. ↑  Surviving the test of time Архивная копия от 14 марта 2023 на Wayback Machine: "The highlight of the National Museum of Beirut is its collection of anthropoid sarcophagi"
2. ↑  Brigitte Colin. The Beirut Museum Opens its Doors (.pdf). UNESCO. Дата обращения: 16 апреля 2008. Архивировано 3 марта 2016 года.
3. ↑  Brian R. Doak. The Oxford Handbook of the Phoenician and Punic Mediterranean. — Oxford University Press, 2019-08-26. — P. 718. — «In 1930, the American Presbyterian Mission School donated the newly named Ford Collection of anthropoid sarcophagi to the Beirut National Museum together with a number of other artifacts. This is still today the largest collection of this type of sarcophagi in the world.». — ISBN 978-0-19-049934-1.